# Audun Ove Olsen
Audun Ove Olsen (ur. 30 maja 1951 w Sandnes) – norweski żużlowiec.

## Życiorys
Wielokrotny reprezentant Norwegii w eliminacjach indywidualnych mistrzostw świata (m.in. czterokrotny uczestnik finałów skandynawskich: 1978 – XV miejsce, 1979 – XVI miejsce, 1980 – XIV miejsce i 1981 – XII miejsce). Trzykrotnie złoty (1977, 1979 i 1981), srebrny (1978) i brązowy medalista (1975) indywidualnych mistrzostw Norwegii. Czterokrotny złoty medalista (1977–1979 i 1981) mistrzostw Norwegii w parach.
Startował w lidze angielskiej w barwach klubu Birmingham Brummies.

## Przynależność klubowa
Wielka Brytania
- Birmingham Brummies (1976)
- Birmingham Brummies (1980)